# 유니버설 뮤직 그룹
유니버설 뮤직 그룹(영어: Universal Music Group, Inc.)은 네덜란드-미국의 레코드 레이블 그룹이다. 현재 세계 3대 메이저 레이블로 손꼽힌다. 1934년에 유니버설 스튜디오로부터 스핀오프되어 설립되었으며, 현재 프랑스의 비방디의 자회사이다. 다른 주요 사무실은 산타 모니카, 런던, 도쿄 등에 위치한다. 1999년에 네덜란드 레이블 회사 폴리그램이 유니버셜 뮤직에 흡수되면서 사라졌다.
2019년 12월에 중국 텐센트홀딩스의 자회사 텐센트뮤직이 이끄는 컨소시엄이 유니버설 뮤직그룹의 지분 10%를 34억 달러에 인수한다고 발표하였다. 텐센트뮤직은 2021년 1월 15일까지 추가로 10%를 같은 가격에 인수할 수 있는 권리도 얻었다.

## 소속 아티스트 리스트
바로가기:
ㄱ
ㄴ
ㄷ
ㄹ
ㅁ
ㅂ
ㅅ
ㅇ
ㅈ
ㅊ
ㅋ
ㅌ
ㅍ
ㅎ
- 1415
- 2 피스톨스
- 3 도어스 다운
- 4minute
- 50 센트

### ㄱ
- 그린 데이
- 깃카와 유
- 김소리
- 게임

### ㄴ
- 나카모리 아키나
- 니요
- 노티드
- 니콜 셰르징거
- 노 다웃
- 넬리
- 나스

### ㄷ
- 다이도
- 다카하시 미나미
- 다이에나 로스
- 딥 퍼플
- 데이비드 게타
- 닥터 드레
- 드레이크
- 딘
- 다구치 준노스케
- The 1975

### ㄹ
- 리한나
- 릭 로스
- 릴 웨인
- 레이디 가가
- 레인보우
- 레드애플
- 라킴
- 림프 비즈킷

### ㅁ
- 마룬 5
- 마릴린 맨슨
- 머라이어 캐리
- 미카
- 마이클 맥도날드
- 밍스

### ㅂ
- 바우 와우
- 브라이언 맥나잇
- 블랙 아이드 피스
- 본 조비
- 보이즈 투 멘
- 보이윗우크
- 블랙핑크
- 방탄소년단

### ㅅ
- 스트레이키즈
- 숀 멘데스
- 스티비 원더
- 시바사키 코우
- 시바타 아유미
- 싸이
- 스콜피온스
- 셀레나 고메즈
- 스눕 독
- 썸 41
- 셰어
- 소년공화국
- 쎄이

### ㅇ
- 아리아나 그란데
- 임형주
- 에이핑크
- AOA
- ABCHO
- LMFAO
- 아쿠아
- 아샨티
- 아리스 나인
- 올 아메리칸 리젝트
- 유하
- WaT
- SDN48
- 에미넴
- 에이미 와인하우스
- 에이스 후드
- HKT48
- 윌 아이 엠
- 에이젝스
- 에이콘
- 아비치
- 아울 시티
- 애니 레녹스
- 인피니트
- 임윤찬

### ㅈ
- G.NA
- 지 유닛
- 제이 지
- 저스틴 비버
- 저스틴 팀버레이크
- 제시 제이
- 잭슨 파이브
- 제임스 모리슨
- Zedd
- HEYOON

### ㅊ
- 체노아
- 너바나/해피 트리 프렌즈

### ㅋ
- 카니예 웨스트
- cafrii
- 칼리 레이 젭슨
- 케리 힐슨
- 케이난
- 케이티 페리
- 클래지콰이 프로젝트
- 퀸
- 크로스 진

### ㅌ
- 투팍 샤커
- 테일러 스위프트
- 트로이 시반
- 태버
- 트레저

### ㅍ
- 포트 마이너
- 푸시캣 돌스
- 파스포
- 포커즈
- 파파 로치
- 피닉스

### ㅎ
- 후쿠야마 마사하루
- 후바스탱크

## 유니버설 뮤직 코리아
대한민국 내 법인이다.